# IBM 608 Transistor Calculator
L'IBM 608 Transistor Calculator è un computer dell'International Business Machines Corporation annunciato nell'aprile 1955 e commercializzato dal dicembre 1957 all'aprile 1959.
L'importanza storica dell'IBM 608 Transistor Calculator è notevole in quanto è il primo computer elettronico digitale basato interamente sul transistor e desponibile in commercio.

## Descrizione
L'IBM 608 Transistor Calculator è un computer elettronico digitale programmabile e, come tutti i primi computer della storia, è in grado di eseguire esclusivamente calcoli matematici. Come supporto di memoria di massa utilizza la scheda perforata meccanografica. L'IBM 608 Transistor Calculator è costituito da due blocchi hardware collegati tra loro esclusivamente via cavo elettrico: l'IBM 608 Calculator Unit e l'IBM 535 Punch Unit. Essi comunicano mediante il cavo elettrico che li collega. L'IBM 608 Calculator Unit contiene i circuiti logici che realizzano i processi di calcolo. Tali circuiti logici, derivanti da quelli dell'IBM 604 Electronic Calculating Punch, utilizzano più di 3000 transistor al germanio e sono modificabili mediante una plug-board. L'IBM 608 Transistor Calculator è infatti un computer a programma cablato. Nell'IBM 608 Calculator Unit è presente anche la memoria primaria del computer: una memoria a nucleo magnetico nella quale è possibile memorizzare fino a 40 numeri a 9 cifre.